# Kofi Annan
Kofi Atta Annan (Kumasi, Ghana, 8 d'abril de 1938 - Berna, Suïssa, 18 d'agost de 2018) fou un diplomàtic ghanès, setè Secretari General de les Nacions Unides entre 1997 i 2006, i guardonat amb el Premi Nobel de la Pau l'any 2001.

## Biografia

### Joventut
Va néixer el 8 d'abril de 1938 a Kumasi, Ghana. El seu nom indica el dia de la setmana que va néixer, així en twi i fante (les llengües dels seus pares) Kofi vol dir divendres; Atta vol dir que és un de dos bessons i Annan vol dir que és el quart fill.
Gràcies a la situació privilegiada de la seva família va estudiar econòmiques a la Kumasi College of Science and Technology i amplià estudis als Estats Units i a Suïssa, on va aconseguir diversos postgraus i màsters en economia.

### Treballs a les Nacions Unides
El 1962 entrà a treballar a l'Organització Mundial de la Salut, agència dependent de l'ONU. Entre 1974 i 1976, però, treballà com a Director de Turisme del seu país.
Posteriorment retornà al seu treball en les Nacions Unides com a Assistent del Secretari General en tres etapes diferents: com a Coordinador de Recursos Humans i Seguretat entre 1987 i 1990, com a Controlador del Programa de Planificació i finances entre 1990 i 1992, i com a Coordinador de les Operacions de les Forces de Pau de l'ONU entre març de 1993 i febrer de 1994.
Annan fou nomenat Sotssecretari General l'octubre de 1995 i fou enviat com a Representant Especial del Secretari General de l'ONU a Iugoslàvia, i va retornar a la seu central de l'ONU a Nova York l'abril de 1996.

### Secretari General de les Nacions Unides
El 13 de desembre de 1996 Annan fou escollit pel Consell de Seguretat de l'ONU com a Secretari General i fou confirmat quatre dies més tard en l'Assemblea General de l'ONU, succeint l'egipci Boutros Boutros-Ghali. L'elecció d'Annan, propiciada per Estats Units, trencà així el torn rotatiu entre continents i convertí Annan en el primer home negre en ocupar la Secretaria General.
Es va pronunciar, en repetides ocasions, per lluitar activament contra la sida, esdevenint una gran prioritat dels seus governs. Juntament amb la mateixa ONU va rebre el Premi Nobel de la Pau l'any 2001 pel seu treball per un món millor organitzat i més pacífic.
L'1 de gener de 2002 li fou renovat el seu mandat pel Consell de Seguretat així com per l'Assemblea General. El 2003 es va manifestar en contra de la invasió de l'Iraq per part dels governs dels Estats Units i el Regne Unit, i el 2004 la considerà il·legal.
Conjuntament amb José Luis Rodríguez Zapatero i Recep Tayyip Erdoğan va ser un dels precursors de l'Aliança de civilitzacions.
En els darrers temps es va veure involucrat en un escàndol per sospites de corrupció d'ell i el seu fill Kojo Annan.
El 31 de desembre de 2006 finalitzà el seu mandat de 10 anys al capdavant del Secretariat de l'ONU. Fou succeït pel polític sud-coreà Ban Ki-moon, escollit per l'Assemblea General de l'ONU el 13 d'octubre de 2006 en la seva 192 sessió plenària.

## Carrera post-ONU
Després de ser secretari general de l'ONU, Annan es va establir a Ginebra i va treballar com a líder en uns quants esforços humanitaris internacionals.

### Fundació Kofi Annan
El 2007, Annan va establir la Fundació Kofi Annan, una Organització sense ànim de lucre que «treballa per promoure una millor governança global i enfortir les capacitats de les persones i dels països per aconseguir un món més just i segur».
L'organització es va fundar sobre els principis que les societats justes i pacífiques es recolzen en tres pilars: pau i seguretat, desenvolupament sostenible i drets humans i estat de dret, i han fet de la seva missió mobilitzar el lideratge i la decisió política necessària per fer front a les amenaces a aquests tres pilars que van des dels conflictes violents fins a les eleccions defectuoses i el canvi climàtic, per aconseguir «un món més just i més pacífic».
La Fundació proporciona les capacitats d'anàlisi, comunicació i coordinació necessàries per garantir l'assoliment d'aquests objectius. La contribució d'Annan a la pau a tot el món es fa mitjançant la mediació, la mentoria política, la defensa i l'assessorament. Amb el seu compromís, Annan pretenia enfortir les capacitats de resolució de conflictes locals i internacionals. La Fundació proporciona el suport analític i logístic per facilitar-ho en cooperació amb els actors locals, regionals i internacionals rellevants. La Fundació treballa principalment a través de la diplomàcia privada, on Annan va oferir assessorament informal i va participar en iniciatives diplomàtiques discretes per evitar o resoldre crisis aplicant la seva experiència i lideratge inspirador. Sovint se li demanava que intercedís en les crisis, de vegades com a mediador imparcial i independent, de vegades com a enviat especial de la comunitat internacional. En els darrers anys havia proporcionat aquest assessorament a Burkina Faso, Kenya, Myanmar, Senegal, Iraq i Colòmbia.

### Procés nacional de diàleg i reconciliació de Kenya
Després de l'esclat de violència arran de les eleccions presidencials del 2007 a Kenya, la Unió Africana (UA) va establir el Panell d'Eminents Personalitats Africanes per ajudar a trobar una solució pacífica a la crisi. Annan en va ser nomenat president, per dirigir-lo amb Benjamin Mkapa, antic president de Tanzània; i la humanitària Graça Machel, l'antiga primera dama de Moçambic i Sud-àfrica.
El panell va aconseguir convèncer les dues parts principals en el conflicte, el Partit d'Unitat Nacional (PNU) del president de Kenya Mwai Kibaki i el Moviment Democràtic Orange (ODM) de Raila Odinga, de participar en el Procés de Reconciliació i Diàleg Nacional de Kenya (KNDR). Al llarg de 41 dies de negociacions, es van signar diversos acords pel que fa a la realització d'accions per aturar la violència i remeiar-ne les conseqüències. El 28 de febrer, el president Kibaki i Odinga van signar un acord de govern de coalició.

### Enviat especial conjunt per a Síria
El 23 de febrer de 2012, Annan va ser nomenat enviat especial conjunt de l'ONU i la Lliga Àrab a Síria en un intent d'acabar amb la guerra civil que s'està produint. Va desenvolupar un pla de sis punts per a la pau
:
# comprometre's a treballar amb l'enviat en un procés polític inclusiu dirigit per Síria per abordar les legítimes aspiracions i preocupacions del poble sirià i, amb aquesta finalitat, comprometre's a nomenar un interlocutor empoderat quan sigui convidat a fer-ho per l'enviat;
# comprometre's a aturar els combats i aconseguir urgentment un cessament efectiu supervisat per les Nacions Unides de la violència armada en totes les seves formes per totes les parts per protegir els civils i estabilitzar el país.
# Amb aquesta finalitat, el govern sirià hauria de cessar immediatament els moviments de tropes i acabar amb l'ús d'armes pesants als centres de població i començar el retrocés de les concentracions militars als centres de població i als voltants.
# Com que aquestes accions s'estan prenent sobre el terreny, el govern sirià hauria de treballar amb l'enviat per aconseguir un cessament sostingut de la violència armada en totes les seves formes per part de totes les parts amb un mecanisme de supervisió efectiu de les Nacions Unides.
# L'enviat de l'oposició buscaria compromisos similars i tots els elements rellevants per aturar els combats i treballar amb ell per aconseguir un cessament sostingut de la violència armada en totes les seves formes per part de totes les parts amb un mecanisme de supervisió efectiu de les Nacions Unides;
# garantir la prestació puntual d'assistència humanitària a totes les zones afectades pels combats, i amb aquesta finalitat, com a passos immediats, acceptar i implementar una pausa humanitària diària de dues hores i coordinar el temps i les modalitats exactes de la pausa diària mitjançant un mecanisme eficient, fins i tot a nivell local;
# intensificar el ritme i l'escala d'alliberament de les persones detingudes arbitràriament, incloses les categories de persones especialment vulnerables, i les persones implicades en activitats polítiques pacífiques, proporcionar sense demora a través dels canals adequats una llista de tots els llocs en què aquestes persones estan sent detingudes, començar immediatament a organitzar l'accés a aquests llocs i a través dels canals adequats respondre ràpidament a totes les sol·licituds d'informació escrites, accés o alliberament sobre aquestes persones;
# garantir la llibertat de moviment a tot el país per als periodistes i una política de visats no discriminatòria per a ells;
# respectar la llibertat d'associació i el dret a manifestar-se pacíficament com legalment garantit.
El 2 d'agost, va dimitir com a enviat a Síria, citant la intransigència tant del govern d'Assad com dels rebels, així com l'estancament del Consell de Seguretat que impedia qualsevol resolució pacífica de la situació. Annan també va afirmar que la manca d'unitat internacional i la diplomàcia ineficaç entre els líders mundials havien fet que la resolució pacífica a Síria fos una tasca impossible.

### Comissió Global d'Eleccions, Democràcia i Seguretat
Annan va exercir com a president de la Comissió Global d'Eleccions, Democràcia i Seguretat. La comissió es va posar en marxa el maig de 2011 com una iniciativa conjunta de la Fundació Kofi Annan i l'Institut Internacional per a Democràcia i l'Assistència Electoral. Comptava amb 12 persones eminents d'arreu del món, com Ernesto Zedillo, Martti Ahtisaari, Madeleine Albright i Amartya Sen, i tenia com a objectiu destacar la importància de la integritat de les eleccions per aconseguir un món més segur, pròsper i estable. La Comissió va publicar el seu informe final, Deepening Democracy, a Strategy to Improve the Integrity of Elections Worldwide el setembre de 2012.

### Comissió Rakhine (Myanmar)
El setembre de 2016, se li va demanar a Annan que dirigís la Comissió Assessora sobre l'estat de Rakhine, Myanmar, una regió empobrida assetjada per conflictes ètnics i violència sectària extrema, especialment per la majoria budista de Myanmar contra els rohingya. Minoria musulmana, encara més objectiu de les forces governamentals. La comissió, àmpliament coneguda simplement com la «Comissió Annan», es va oposar molts budistes de Myanmar com a interferència no desitjada en les seves relacions amb els rohingya.
Quan la comissió Annan va publicar el seu informe final, la setmana del 24 d'agost de 2017, amb recomanacions impopulars per a totes les parts, la violència va esclatar al conflicte rohingya, el desastre humanitari més gran i sagnant de la regió en dècades, que va provocar la major part dels rohingya. de Myanmar. Annan va intentar implicar les Nacions Unides per resoldre l'assumpte, però va fracassar.
Annan va morir una setmana abans del primer aniversari de l'informe, poc després de l'anunci d'una comissió de substitució que no «apuntaria amb el dit» als culpables, cosa que va provocar una preocupació generalitzada que la nova comissió fos només una farsa per protegir el govern culpable de Myanmar. funcionaris i ciutadans des de la responsabilitat.
El 2018, abans de la mort d'Annan, el govern civil de Myanmar, sota la direcció de la consellera d'estat Aung San Suu Kyi, va fer un gest d'acceptació de les recomanacions de la comissió Annan convocant una altra junta: la junta assessora del Comitè per a l'aplicació de les recomanacions sobre Rakhine. Estat: aparentment per implementar les reformes proposades per la comissió Annan, però maig les va implementar. uns quants dels representants internacionals van dimitir, sobretot el secretari del panell, l'exministre d'Afers Exteriors de Tailàndia Surakiart Sathirathai i l'antic ambaixador dels EUA a l'ONU Bill Richardson, denunciant el comitè d'«implementació» com a ineficaç o un «blanqueig».